# Calgary
Calgary, najveći grad kanadske provincije Alberta, smješten na jugu provincije.  Metropolitansko područje Calgaryja imalo je otprilike 1.581.000 stanovnika početkom 2021. godine, što ga je učinilo najmnogoljudnijim gradom Alberte i drugim po broju stanovnika u zapadnoj Kanadi. U 2016. godini Calgary je imao gradsko stanovništvo od 1.392.609, što ga čini četvrtim po veličini gradskim područjem popisa (CMA) u Kanadi, iako je sa samostalnom populacijom od 1.239.220, grad Calgary bio treći grad po veličini u Kanadi u 2016. godini. Calgary je najveće metropolitansko područje između Vancouvera i Toronta.
Calgary je poznat po zimskim sportovima i ekoturizmu, a najvažnija grana gospodarstva je eksploatacija nafte i proizvod njenih prerađevina. Calgary je postao globalno poznat kao prvi kanadski grad koji je ugostio Zimske olimpijske igre (1988.)
Unatoč važnosti koju u gospodarstvu zauzima nafta, Calgary je prema magazinu Forbes najčistiji grad 2007. godine.

## Povijest
Tragovi naseljenosti na području Calgaryja sežu do prije otprilike 11,000 godina. Prvi europljanin koji je došao na područje današnjeg grada je David Thompson 1787. godine. Prvi europski stanovnik Calgaryja je John Glenn koji se doselio 1873. godine. Grad je prvotno nazvan Fort Brisebois, a 1876. je preimenovan u Fort Calgary. Ime Calgary vuče korijene od škotske riječi  'Cala-ghearraidh' , koja vuče korijene s otoka Mull u Škotskoj. To ime Calgaryu je dao pukovnik James Macleod. Grad ispočetka služio isključivo kao uporište Kanadske konjičke policije. Nagli razvoj Calgaryja je počeo 1883. kada je do njega došla Canadian Pacific željeznica. Tada Calgary postaje važno prometno središte a sjedište Canadian Pacific željeznice se i danas nalazi u Calgaryu. Calgary dobiva gradski status 1884., te tada na vlast dolazi prvi gradonačelnik George Murdoch. 1894. Calgary postaje prvi grad u tadašnjim Northwest teritorijima.
Nafta i zemni plin su u Alberti otkriveni 1902. godine, ali to je postalo važnijom granom gospodarstva tek 1947. godine kada su otkrivene velike zalihe. Grad je ekonomski napredovao 1973. kada su Arapske države prestale opskrbljivati SAD i Europu zalihama nafte i plina. U samo sedamnaest godina gradsko stanovništvo se povećalo za više od 50% (s 403,000 1971.godine, do 657,000 1988. godine), a isti rast je nastavljen sve do danas. Tako se mali gradić niskih građevina u samo nekoliko godina pretvorio u velegrad s neboderima.
Gradsko gospodarstvo je nakratko bilo uzdrmano zbog kriza na svjetskom tržištu, ali se grad okrenuo turizmu i visokim tehnologijama, pa je gospodarstvo oporavljeno do početka 90-ih godina. Razvojem turizma, grad postaje multikulturan, a razvoj kulminira 1988. kada su u gradu održane 15. zimske olimpijske igre. 
Gospodarstvo Alberte naglo raste i danas, a to je razlog zbog čega Calgary ima najveće stope prirasta stanovništva u cijeloj Kanadi. Ulaganje u turizam je rezultiralo time što godišnje grad posjeti oko 3,1 milijun turista koji su uglavnom posjetitelji lokalnih festivala. Velik broj turista dolazi i iz zimskih odmorišta, poput Banffa, Lake Louise i Canmore. Prema kvaliteti življenja grad se nalazi na svim listama unutar prvih 10 gradova.
Calgary je isto tako poznat i po rodeo festivalu zvanom Calgary Stampede, festivalu folk muzike, festivalu karipske muzike kao i Lilac festivalu.

## Zemljopis
Calgary se nalazi na granici kanadskog Stjenjaka i prerija, što je razlog brdovitosti grada. Centar grada se nalazi na 1,048 metara nadmorske visine. Grad zauzima površinu od 721 km². Kako je klima suha, vegetacija se razvila samo uz obale rijeka. Kroz grad protječu dvije rijeke. Veća, rijeka Bow teče iz smjera zapada i u centru grada skreće na jug, a manja, rijeka Elbow dolazi iz smjera juga i ulijeva se u rijeku Bow u centru grada točnije u zoološkom vrtu.
Grad ima veliki broj predgrađa, ali za razliku od ostalih velikih gradova, u Calgaryu su predgrađa usko povezana s glavnim gradom, izuzev gradova Airdrie, Cochrane i Strathmore.

## Klima
U Calgaryu prevladava stepska klima, s dugim i suhim zimama, i toplim i vlažnim ljetima. Prema Köpenovoj klasifikaciji klime, grad se nalazi u području razreda BSk klime. Na klimu najviše utječe blizina Stjenjaka. Zime u Calgaryu često budu jako hladne, ali topli suhi vjetar-činuk (Chinook winds) tijekom zime dolazi iz smjera Tihog oceana, a zna podignuti temperaturu i za 15 °C za samo nekoliko sati. U Calgaryu su temperaturni ekstremi česti, pa tako temperatura lako može pasti i do –40 °C, a znaju podići živu u termometru i do +36 °C. Prosječna siječanjska temperatura Calgaryja je –9 °C, a tijekom srpnja je prosječna +16 °C.
Ljeta u Calgaryu mogu nekada biti i hladna, tako da se temperatura tijekom ljeta zna spustiti i do +8 °C, a led se može pojaviti u skoro svako doba godine. Neki stanovnici Calgaryja su osjetili snijeg čak i u srpnju i u kolovozu.
Grad Calgary je jedan od najsunčanijih gradova Kanade s 2,405 sunčanih sati godišnje, a godišnje padne do 500 mm padalina. Većina kiše padne tijekom ljetnih mjeseci, s maksimumom u lipnju. Godišnje prosječno ima 20 dana s vremenskim nepogodama, od čega je većina tijekom ljeta. Calgary se nalazi na području čestih tuča, koje na ovom području znaju biti jake i uzrokovati veliku štetu. Velika tuča 7. rujna 1991. godine je uzrokovala materijalnu štetu od čak 400 milijuna američkih dolara, i to je do danas ostala jedna od najvećih prirodnih katastrofa u povijesti Kanade.

## Kultura
Kulturna scena Calgaryja se naglo promijenila nakon rasta grada. Calgary je u Kanadi poznat po svojim salonima, noćnim klubovima i hokeju. Grad je i središte kanadske country scene, pa je stekao nadimak "Nashville sjevera". Calgary je jedan od etnički najraznolikijih gradova, pa tako ima jednu od najvećih kineskih četvrti u Kanadi. 
U Calgaryu je izgrađen Southern Alberta Jubilee Auditorium, koji je s 2,700 mjesta ugostio mnoge broadwayske predstave, a sjedište je gradske opere i baleta provincije Alberte. U gradu se održavaju brojni festivali, a ističu se Calgary International Film Festival, Calgary Folk Music Festival, Greek Festival, a najveći najpoznatiji festival je Calgary Stampede, (rodeo festival) koji je jedan od najvećih festivala u cijeloj Kanadi. Calgary je isto tako poznat i festivalu folk muzike, festivalu karipske muzike kao i Lilac festivalu.
U gradu se nalazi i nekoliko muzeja od kojih je najvažniji Glenbow muzej koji je i najveći muzej zapadne Kanade. ostali važniji muzeji su Kineski kulturni centar, Canadian Olympic Hall of Fame, Vojni muzej, a najveća galerija je the Art Gallery of Calgary.
Glavni lokalni tisak je Calgary Herald i Calgary Sun, a televizijske mreže Global, Citytv, CTV i CBC imaju svoje studije u gradu.

## Sport
Zahvaljujući blizini Stjenjaka, Calgary je oduvijek bio popularno odredište zimskih sportova. Od održavanja Zimskih olimpijskih igara i izgradnje sportske infrastrukture, Calgary je redovito domaćin velikih međunarodnih zimskih natjecanja. U gradu je jako popularan golf. U gradu postoji velik broj urbanih parkova, koji su spajanjem postali jedna od najvećih rekreacijskih zona u sjevernoj Americi.
U Calgaryu postoje četiri profesionalna sportska tima: Calgary Flames (hokej), Calgary Stampeders (američki nogomet), Calgary Vipers (bejzbol), te Calgary Roughnecks. Od amaterskih timova najznačajniji su Calgary hitmen, Calgary Canucks, Calgary Royals, Calgary Oval X-Treme, te Calgary United FC.

## Znamenitosti
Većina znamenitosti je smještena u samom centru grada. Najvažnije gradske znamenitosti su gradski zoološki vrt (Calgary ZOO), kineska četvrt, TELUS World of science, toranj Calgary (Calgary tower). Devonian gardens je jedan od najvećih zatvorenih vrtova na svijetu, a nalazi se u sklopu TD Squarea. Južnije od centra (downtown) je Midtown i Beltline, četvrt koja je najpoznatija po svojim noćnim klubovima. Za shopping su najvažnije lokacije TD Square, Calgary Eaton Centre, Stephen Avenue i Eau Claire Market. Uz velike prodajne centre u centru, veliki broj njih je u raznim gradskim cetvrtima, a ističu se najviše Chinook Centre, Southcentre Mall, Market Mall, Sunridge Mall. 
Calgary je najlakše prepoznati prema njegovim brojnim neboderima. Prvi neboder je izgrađen 1950-ih. Gradnja nebodera se nastavila sve do 1980-ih godina, kada je naglo stala. Sveukupno grad ima 10 velikih nebodera (više od 40 katova, tj. iznad 150 m). Najviši poslovni toranj je Petro-Canada Centre (215 metara), koji je najveći kanadski neboder izvan Toronta. Ostali veći neboderi su The Bow, Jameson Place, City Center. Danas u Calgaryu ima oko 220 visokih zgrada, a oko 30 ih se gradi. Veliki dio tih zgrada je spojen tzv. skywalkom, tj. mostovima između nebodera koji prolaze iznad gradskih cesta. Tvrtka EnCana je najavila gradnju nebodera za potrebe svoje tvrtke, koja će, s 59 katova, postati najveća zgrada van Toronta.

## Stanovništvo
Prema statističkim podacima iz 2016. u Calgaryu je živjelo 1,240,000 stanovnika, od čega je 49.9% bilo muškaraca, a 51.1% žena. 6.0% stanovništva su bila djeca ispod 6 godina starosti (u Alberti to iznosi 6.2%, a u Kanadi 5.6%). Tada je u Calgaryu bilo samo 9.0% umirovljenika (više od 65 godina starosti), dok je prosjek za cijelu Kanadu bio 13.2%. 
Od 1996. do 2001. godine porast stanovništva u Calgaryu je bio 15.8%, dok je za provinciju Alberta iznosio 10.3%. Gustoća stanovništva je 1,252.3 stanovnika po kilometru kvadratnom, dok je gustoća Alberte 4,6 stanovnika po kilometru kvadratnom. U Calgaryu ima najviše Kanađana (25.64%), zatim Britanaca (23.13%), Škota (17.76%), Nijemaca (17.73%), Iraca (15.10%), Ukrajinaca (13.56%), te Francuza (12.19%). Čak 79% stanovnika se izjašnjavaju kao Europljani, a od ostalih etničkih skupina se ističu Kinezi, Filipinci, Afroamerikanci, Latinoamerikanci itd.
25. srpnja 2006. se prema službenim statistikama rodio milijunti stanovnik grada, što govori da se svaki dan stanovništvo poveća za 98 stanovnika, tj. oko 37 000 godišnje. U metropolitanskoj zoni Calgaryja (Census Metropolitan Area) živi oko 1,2 milijuna stanovnika.

## Politika
Calgary je uglavnom konzervativni grad u kojem uvijek dominiraju konzervativne stranke. Stranka zelenih isto ostvaruje dio glasova (oko 8%). Desno orijentirana stranka Alberta Alliance je posljednjih godina ostvarila značajan porast svojih glasača. Trenutači gradonačelnik je liberal Dave Bronconnier, koji je na posljednjim izborima pobijedio s preko 80% glasova. On je 35. gradonačelnik Calgaryja u povijesti. Gradski proračun za 2007. godinu je 2,1 milijarda dolara, od čega se 41% dobije od poreza. Čak 54% gradskog proračuna se koristi za plaće gradskih zaposlenika. Od 22 kanadska premijera dva su bila iz Calgaryja.

## Gospodarstvo
Unatoč pokušajima smanjenja, industrija nafte, plina i ulja je još uvijek najjača u gradu. Najveće kompanije su BP, EnCana, Imperial Oil, Petro-Canada, Shell Canada, a proizvode 87% kanadskih potreba za naftom. Canadian Pacific railway je 1996. pomakla svoje središte iz Montreala u Calgary, što s oko 3,100 zaposlenih čini jednu od većih kompanija. Imperial Oil je također pomakao svoje središte iz Toronta u Calgary, što je uzrokovalo selidbu 400 obitelji. Povod za selidbu velikih kompanija u Calgary su niski porezi, te blizina izvora nafte i ostalih goriva. Ostale veće kompanije su Shaw Communications (7,500 zaposlenih), NOVA Chemicals (4,900), TELUS (4,500) Nexen (3,200). 
U Calgaryu je najmanja stopa nezaposlenosti među najvećim kanadskim gradovima. Stopa nezaposlenosti iznosi 3,1%, dok je ta stopa u Alberti 3,5%, a u Kanadi 6,1%. U Calgaryu je najveći broj zaposlenih zaposlen u obrazovanju i zdravstvu (skupa 25,1%), dok je najmanji dio zaposlen u poljoprivrednim djelatnostima (samo 6,1%, dok je prosjek Kanade 10,9%).

## Obrazovanje
U Calgaryu postoji 5 visokoškolskih ustanova, među kojima je najveća University of Calgary na kojem se školuje 28,807 studenata. Drugo najveće sveučilište je Mount Royal College s oko 13,000 studenata, a od ostalih sveučilišta najvažniji su SAIT (Southern Alberta Institute of Technology), Alberta College of Art and Design, te postoji još nekoliko privatnih kao i veleučilišta i više škole.
U 215 javnih osnovnih škola školuje se oko 97,000 učenika, a oko 43,000 ih pohađa 93 katoličke javne škole. Francuska manjina ima nekoliko osnovnih škola, a velik je broj i privatnih srednjih škola. U Calgaryu se nalazi i najveća srednja škola u zapadnoj Kanadi, Lord Beaverbrook High School koju pohađa oko 2250 učenika.

## Infrastruktura

### Promet
Calgary je najveće prometno sjecište puteva u centralnoj Kanadi. Gradski aerodrom (Calgary International Airport) je četvrti najveći aerodrom u Kanadi. S aerodroma stalno polijeću avioni prema Europi, Aziji, SAD-u, te ostatku Kanade. U gradu se nalazi sjedište kanadske niskotarifne aviokompanije WestJet Airlines.
Prolazak transkanadske željeznice kroz područje grada je znatno pridonio razvoju grada iako se udio željezničkog prometa smanjio. 
U Calgaryu se gradske ulice u centru grada sijeku pod pravim kutom, a avenije su položene u smjeru istok-zapad, dok su ulice položene u smjeru sjever-jug. 
Javni prijevoz je organiziran autobusima i lakom željeznicom. Gradska željeznica, poznata kao CTrain je bila jedna od prvih takvih u Sjevernoj Americi. Sastoji se od dvije linije u dva smjera u duljini od 60 kilometra, a njome se vozi oko 45% radne snage. 
Autobusi su organizirani u 160 linija na kojima vozi 800 vozila. U gradu je uređeno preko 260 kilometara biciklističkih staza.

### Zdravstvo
Calgary trenutno ima 3 velike bolnice: Foothills Medical Centre, Rockyview General Hospital i Peter Laugheed Centre. Njihov kapacitet je 1,800 kreveta s oko 11,500 zaposlenih. Sve glavne bolnice blisko surađuju s medicinskim fakultetom, pogotovo na istraživanjima raka, kardiovaskularnih bolesti, dijabetesa, artritisa i genetike.

## Gradovi prijatelji
Calgary ima sedam gradova prijatelja:
- Phoenix, Arizona – 1997.
- Daejeon – 1996.
- Naucalpan – 1994.
- Daqing – 1985.
- Jaipur – 1973.
- Quebec City – 1956.